# Ахелой (река)
Ахело́й (болг. Ахелой) — река на востоке Болгарии. Исток реки находится на расстоянии около 1,5 км от окраины села Дрянковец, в местности Адата, что на возвышенности Карнобатско-Айтоската-Планина. Впадает река в Чёрное море к югу от города Ахелой. Длина — 39,9 км. На реке запружено одноимённое водохранилище.

## Битва 917 года
У реки в 917 году произошла битва между Болгарскими войсками под предводительством царя Симеона I и Византийскими войсками, главнокомандующим которых был Лев Фока. Битва была, по словам летописца Симеона Логофета, «какой от века не бывало». Лев Диакон, посетивший место сражения спустя 75 лет, отметил: «И сегодня можно видеть около Ахелоя кучи костей позорно избитого тогда, бежавшего ромейского войска».